# 軟甲綱
軟甲綱（なんこうこう、別名: エビ綱、学名: Malacostraca、英語: Malacostracan）、または軟甲類（なんこうるい）は、甲殻類を大きく分けた節足動物の分類群（綱）の1つ。8節の胸部と6節以上の腹部を基本とし、様々な形態に多様化している。カニやエビなどの十脚類から、ダンゴムシやワラジムシなどの等脚類・ヨコエビやワレカラなどの端脚類・シャコ類・オキアミ類などまで十数の目が含まれる。甲殻類全体の大半を占めるほど最大の綱で、28,000以上の種が知られている。最古の化石記録は約5億年前の古生代カンブリア紀まで遡る。
「軟甲類」という名は紛らわしいが、フジツボの殻などに比して硬くない、と言うことに由来と考えられる。

## 形態

軟甲類の体制図

体は先節とそれぞれ1対の付属肢（関節肢）をもつ体節を十数節含め、順に先節と直後5節を含んだ頭部（head, cephalon）・8節の胸部（pereon, thorax）・6節（ほとんどの種類）もしくは7節（コノハエビ類）の腹部（pleon, abdomen）という3つの合体節に分かれている。一部の種類は頭部と胸部は融合して頭胸部（cephalothorax）になっているが、その融合の程度は様々である（例えば等脚類と端脚類は第1胸節まで、十脚類は胸部全体まで）。

### 頭部
頭部背面の外骨格、すなわち背甲（carapace, head shield）は種類によって発達せず、もしくは大きな甲羅状に発達して胸部まで覆い被さる。背甲の先頭は、往々にして額角（rostrum）という不動（真軟甲亜綱）もしくは可動（シャコ類とコノハエビ類）の突起がある。1対の複眼は頭部に密着で不動、もしくは可動の眼柄に突出する。
頭部の先節は他の節足動物と同様に眼と上唇（labrum）が由来する部分で、直後の第1-5体節はほとんどの甲殻類と同様、順に第1触角（antennula, 1st antenna）・第2触角（antenna, 2nd antenna）・大顎（mandible）・第1小顎（maxillula, 1st maxilla）・第2小顎（maxilla, 2nd maxilla）という5対の頭部付属肢（関節肢）をもつ。ほとんどの甲殻類と異なり、軟甲類の第1触角鞭状部（flagellum）は2本以上（トゲエビ亜綱は3つ）有し、枝分かれたように見える。第2触角の外肢（exopod）は平板状に特化した触角鱗片（antennal scale）である。大顎は原則として3節の大顎髭（mandibular palp）を外側にもつが、退化消失した場合もある。小顎は多くが目立たない鰓脚状。

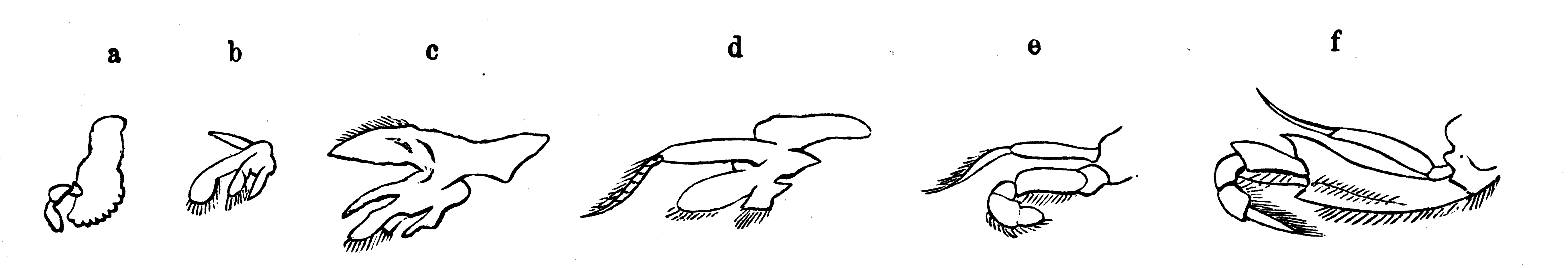
ヨーロッパザリガニの大顎（a）、第1小顎（b）、第2小顎（c）と顎脚（d-f: 第1-3顎脚）

### 胸部
胸部は8節の胸節（第6-13体節）と8対の胸肢（thoracopod）をもつ。胸肢の基本形は二叉型（biramous）で、2節の原節（basipod, protopod）、5節の内肢（endopod）と糸状の外肢からなり、原節から内肢まで順に7節（底節 coxa・基節 basis・座節 ischium・長節 merus・腕節 carpus・前節 propodus・指節 dactylus）の肢節が分かれている。一部の分類群では、底節の直前で更に1節の前底節（precoxa、亜底節とも）が認められる。しかしこの胸肢は多様で、外肢の退化消失や一部の肢節の癒合が多くの分類群で見られ、内肢の形も歩脚型から鎌状（亜鋏状）や鋏状まで多岐にわたる。原節は基本として鰓に該当する柔らかい副肢（epipod）という外葉（exite）がある。多くの場合、前方1対（等脚類、端脚類など）もしくは複数対（十脚類の3対、シャコ類の5対など）の胸肢は摂食用の顎脚（maxilliped）に特化する。この場合、残りの胸肢は胸脚（pereiopod, 歩脚 walking leg）と呼ぶ。
腹面1対の生殖孔（gonopore）は雌で第6胸節、雄で第8胸節の胸肢付け根に開口する。

### 腹部
腹部は基本として6節の腹節（第14-19体節）をもち、コノハエビ類のみ例外的に7節まで及ぶ（第7腹節/第20体節をもつ）。腹部に付属肢をもたない他の甲殻類と異なり、軟甲類の腹部は基本として付属肢（腹肢 pleopod）をもつ。そのため軟甲類の第1-6腹節は、他の甲殻類の腹部とは別の「特化した胸部の後半部」（thorax II）で、コノハエビ類の必ず付属肢をもたない第7腹節のみ真の腹部に当たるとも解釈される。
腹肢は第1-6腹節にかけて6対有し、基本として二叉型。多くの場合、後方1対以上の腹肢はやや特化した尾肢（uropod）で、残り前方数対は遊泳用の柔らかい遊泳肢（swimmeret）に分化される（通常は遊泳肢5対尾肢1対、端脚類は遊泳肢3対尾肢3対）。
最終腹節の末端は1本の尾節（telson）で、多くの場合は上下に平たく、肛門はその腹面に開口し、他の甲殻類において一般的な尾叉（caudal furca）はない。一方、コノハエビ類とムカシエビ類の尾節は例外的に円筒状で尾叉をもつ。多くの場合、尾節は直前の尾肢と共に扇形の尾扇（tail fan）をなしている。
なお、ごく一部の分類群は腹部の退化傾向が強く、例えば十脚類のカニは腹部が短縮して一部の腹肢が消失し、端脚類のワレカラは腹部が痕跡的な粒まで極端に退化した。

### 内部構造

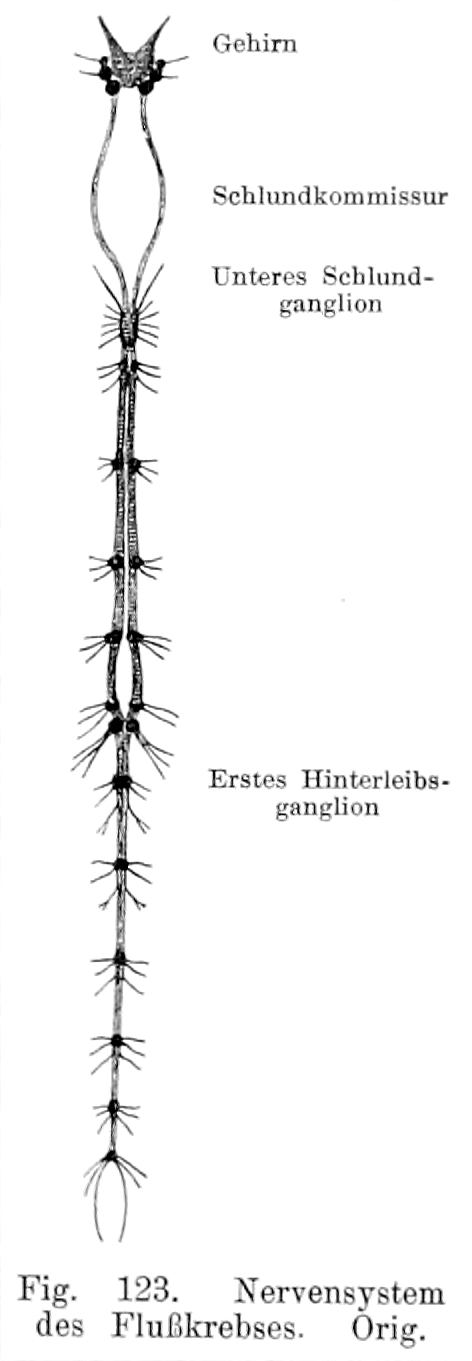
ザリガニの中枢神経系

ムカデエビ類や六脚類に似て、頭部の中枢神経系の特化が進み、全ての脳神経節（前大脳 protocerebrum・中大脳 deutocerebrum・後大脳 tritocerebrum）が消化管の前に一体化している。それ以降の腹神経索（ventral nerve cord）は原則として各腹節まで対応するはしご形だが、カニの場合は胸部に集中する。
循環系は発達した背面の心臓と動脈に構成される。心臓は多くの場合は胸部に集中するが、コノハエビ類・シャコ類・等脚類・アナスピデス類の場合は腹部まで長大に伸びる。
胃は2つの部屋に分かれている。

## 分類
軟甲類の単系統性は、形態学と分子系統学の両方面の見解に強く支持される。2010年代後期、汎甲殻類（甲殻類+六脚類）の中で、軟甲類は鞘甲類・カイアシ類・カシラエビ類・鰓脚類・ムカデエビ類・六脚類と単系統群（Altocrustacea）をなし、そのうち軟甲類は鞘甲類やカイアシ類に最も近縁（多甲殻類 Multicrustacea をなす）の説が広く認められる。他に六脚類とムカデエビ類に近縁（脳の類似に基づく）、または鞘甲類のみに近縁（共甲類 Communostraca をなす）などの説もあったが、広く認められる意見ではない。

### 下位分類
以下の現生目の分類は、特記しない限り Ahyong et al. (2011) に基づく。絶滅目は「†」で示す。主な和名は、大塚・駒井 (2008) による。
- コノハエビ亜綱（薄甲亜綱[3]） Phyllocarida
  - 薄甲目 Leptostraca
  - †（目） Archaeostraca（カンブリア紀 - ペルム紀）[1]
- トゲエビ亜綱（口脚亜綱[3]） Hoplocarida（分類体系により真軟甲亜綱に内包される場合がある[5][6]）
  - †奇泳目 Aeschronectida（石炭紀）[1]
  - 口脚目（シャコ目[3]） Stomatopoda
- 真軟甲亜綱 Eumalacostraca
  - 厚エビ上目 Syncarida
    - †パレオカリス目 Palaeocaridacea（石炭紀 - ペルム紀）[1]
    - アナスピデス目 Anaspidacea
    - ムカシエビ目 Bathynellacea

  - フクロエビ上目 Peracarida
    - スペレオグリフス目 Spelaeogriphacea
    - テルモスバエナ目 Thermosbaenacea
    - ロフォガスター目 Lophogastrida
    - アミ目 Mysida
    - ミクトカリス目 Mictacea
    - （目）Bochusacea
    - 端脚目（ヨコエビ目[3]） Amphipoda
    - 等脚目（ワラジムシ目[3]） Isopoda
    - タナイス目 Tanaidacea
    - クマ目（クーマ目[3]） Cumacea

  - ホンエビ上目 Eucarida
    - オキアミ目 Euphausiacea
    - アンフィオニデス目 Amphionidacea
    - 十脚目（エビ目[3]） Decapoda